# Koki Shimosaka
Koki Shimosaka (下坂 晃城 Shimosaka Koki?, nacido el 25 de septiembre de 1993 en Fukuoka) es un futbolista japonés que se desempeña como defensa.

## Trayectoria

### Clubes
| Club              | País  | Año         |
| ----------------- | ----- | ----------- |
| Avispa Fukuoka    | Japón | 2016 - 2017 |
| FC Machida Zelvia | Japón | 2018        |

## Estadística de carrera

### J. League
| Club           | Año   | J. League | J. League | Copa J. League | Copa J. League | Total | Total |
| Club           | Año   | Part.     | Goles     | Part.          | Goles          | Part. | Goles |
| -------------- | ----- | --------- | --------- | -------------- | -------------- | ----- | ----- |
| Avispa Fukuoka | 2016  | 0         | 0         | 4              | 0              | 4     | 0     |
| Avispa Fukuoka | 2017  | 8         | 0         | -              | -              | 8     | 0     |
| Total          | Total | 8         | 0         | 4              | 0              | 12    | 0     |